# ذماري (قبيلة)

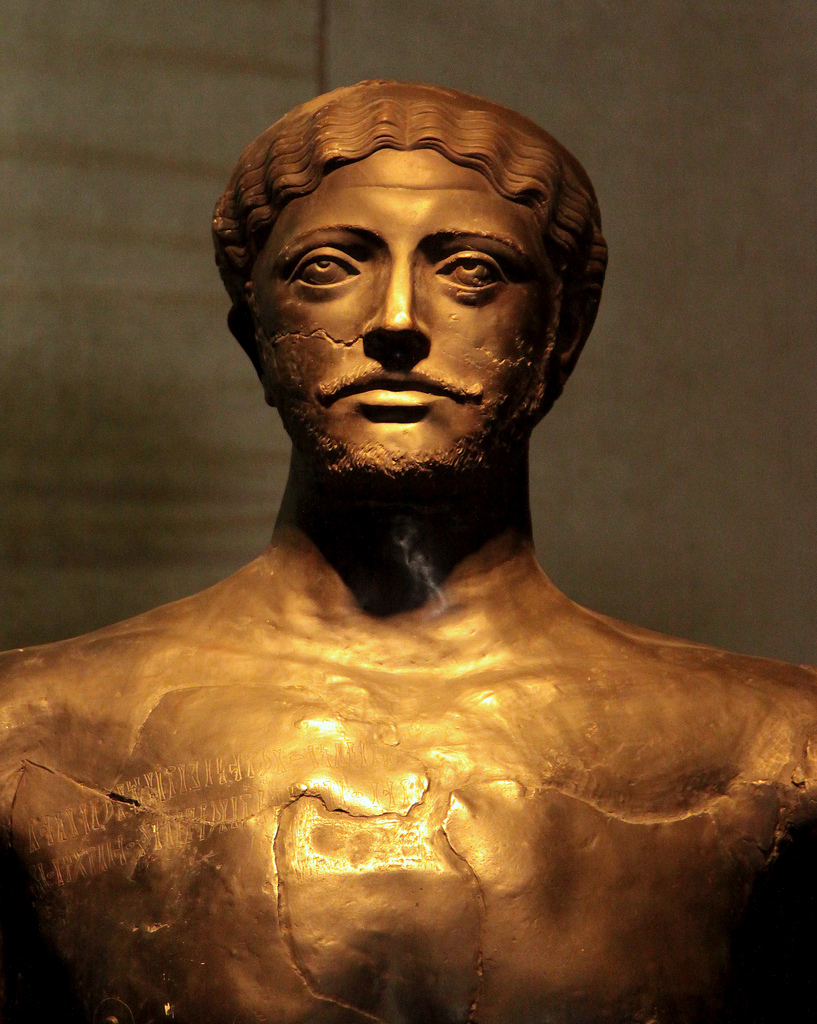
تمثال الملك ذمار علي يهبر، مقدم من بني ذرانح أمراء قشم من ذماري في مدينة يكلى، النخلة الحمراء.

الذماري: قبيلة سبئية قديمة، ومن أقدم القبائل السبئية الجنوبية، ومنها عدد من ملوك مملكة سبأ. تسكن قبيلة الذماري إلى الجنوب من صنعاء على بعد حوالي 40-50 كيلومتراً وتمتد الى جازان . تم توثيق لقب قول/أمير ذمري لأول مرة في نهاية القرن السابع قبل الميلاد وفقاً لأحدث النصوص، وهو أقدم ذكر مؤكد لها من معبد أوعال في صرواح.
قبل الميلاد، كانت قبيلة الذماري قد تفرعت إلى فروع أهمها: قشم (تقطن يكلى-النخلة الحمراء) وسمهرم (تقطن نعض).هذه القبيلة كانت تتمتع بالحكم الذاتي، ثم تراجعت تدريجيًا تحت إشراف تحالفات سياسية متنوعة. منذ القرن الأول الميلادي فصاعدًا، لعبت جماعة الذماري دورًا رئيسًا إلى جانب بني ذي ريدان،مما أوصل أحد أمراؤها المدعو نشأ كرب يهأمن إلى عرش سبأ ولفترة قصيرة، مستغلاً انشغال أفراد الأسرة الحاكمة الريدانية بالتنافس على العرش، وكان ذلك بدعم قبيلته ذماري - قشم وسمهرم.
في النصف الأول من القرن الثاني انحازت الذماري بفرعيها مؤقتًا إلى الأمير البكيلي الشرح يحضب الأول، ويبدو أن ذلك حدث بعد إزاحة نشأ كرب يهأمن عن العرش، بغرض الثأر من الريدانيون، ومن الواضح أن لهم دوراً في وصول الشرح يحضب الأول إلى عرش مملكة سبأ، ليكون أول ملك (رسميًا) لسبأ من خارج السلالة السبئية أو الريدانية التي اندمجت مع الأولى نهاية القرن الأول قبل الميلاد. ذلك الدعم، أوصل الأمراء الذماريون "سعد شمس أسرع" وولده مرثد إلى العرش.وفي أواسط القرن الثاني الميلادي، تنحى سعد شمس أسرع عن العرش، وأعاده إلى الريدانيون وملكهم "ذمار علي يهبر الأول".في خمسينيات القرن الثاني الميلادي، قاتلت قبيلة "ذماري" بفرعيها إلى الجانب الريداني ضد ائتلاف (ردمان وخولان، غيمان، بكيل، سمعي)، ذلك الحلف الكبير استطاع الانتصار على قبيلة بني ذي ريدان وذماري، ليصل قائد الإتلاف المدعو "وهب إل يحز" - أمير معاهر - ذو الأصول الردمانية إلى العرش السبئي، ويتم إزاحة الملك ذمار علي يهبر عن حكم مأرب.منذ عام 159 ميلادي فصاعدًا، تم اغتصاب العرش السبئي، ليقهر بني ريدان قرابة 120 عامًا إلى أن استرد الملك الشهير ياسر يهنعم عرش مملكة سبأ.
خلال القرن الثالث الميلادي، انقسمت قبيلة الذماري سياسيًا، حيث نلاحظ أن عشيرة قشم استمرت في الولاء إلى الجانب الريداني الحميري،بينما سمهرهم التي كانت من أشد الموالين لبني ريدان، انحازت إلى تحالف قبائل المرتفعات الشمالية مع ردمان.مع ذلك، لم تنسى سمهرم أواصر القربى مع بني ريدان، فعندما احتل الأحباش العاصمة ظفار، تحرك القائد "قطبان أوكان" أمير سمهرم إلى ظفار وساند الملك لعزم يهنف يهصدق، من تلقاء نفسه، وتم صد الأحباش ودحرهم إلى المعافر، وذلك في الفترة الانتقالية بين موت شاعر أوتر وصعود لحي عثت يرخم، ويبدو أنه فعل ذلك خلال فترة شغور العرش.
خلال النصف الثاني من القرن الثالث الميلادي، تنامت قوة قبيلة قشم، فسطيرت على إمارة قبيلة مضحا وهصبح في نواحي وادي شرجان (حالياً: البيضاء )،ولكن لفترة قصيرة (حوالي عشرين-ثلاثين عاماً) طيلة فترة ياسر يهنعم وشمر يهرعش.وفي عهد ياسر يهنعم، تعود قبيلة سمهرم إلى شقيقتها ذرانح وتقدم الولاء إلى ملوك بني ريدان.خلال القرن الخامس الميلادي، يختفي اسم ذماري، ويبقى اسم ذرانح وذي جرة التي كان لهم دورًا في حروب القرن السادس الميلادي بين نجران والحميريون، كما كان لهم دورًأ رئيسًا إلى جانب أبرهة، وتركوا لنا عددًا من النقوش في نجران ومريغان تشهد على مشاركتهم الفعالة.
على النقيض من القبائل المجاورة، لم يكن لقبيلة ذمري إله خاص، إنما تعبدوا إلى الإله السبئي الرئيسي إيل مقه، ولهم نقشاً في معبد أوعال يؤرخ من القرن السابع قبل الميلاد. إلى جانب ذلك، عبدوا عثتر وود الإلهات المشتركة لكل قبائل جنوب الجزيرة العربية.

## النسب
نسب الذماري يعود لقحطان و كان له أحفاد بعد الإسلام، لا يزال اسم بني ذرانح (أمراء قبيلة قشم) وذي جرة (أمراء قبيلة سمهرم) معروفة عند أبو محمد الهمداني، وقد نسبهم على النحو التالي:
- ذرانح بن بينون بن منياف بن شرحبيل ينكف بن عبد شمس بن وائل بن الغوث بن حيدان بن قطن بن عريب بن زهير بن ايمن بن الهميسع بن حمير الأكبر بن سبأ. ومنهم بني هكر وفرع ينهب.[20]
- ذي جرة بن يكلى بن عمرو بن مالك بن الحارث بن مرّة بن أدد.[21]

من خلال رفع النسب يتضح أن أبو محمد الهمداني، اختلق انسابًا لا وجود لها، فأدخل في نسب تلك القبائل، اسماء مدينة هكر، وحصن بينون، ويكلى حصن بني ذرانح (حاليا: النخلة الحمراء)، وذي جرة الذي هو في الأصل اسم أرض تعود ملكيتها لأمراء سمهرم وبها يعرفون. ومن المحتمل أن الهمداني لم يكن يعلم أن تلك الاسماء كانت مدناً قديمة لقبيلة الذماري ومهانف، كما خلط وأضاف يكلى إلى نسب ذي جرة، وهي مدينة الذرانحة أمراء قشم. ومن المثير للأهتمام أنه جعل الملك فرع ينهب فرعاً أساسياً من ولد الذرانح. لم يتوقف الهمداني عند ذلك، فنسب بني ذرانح إلى نسب حمير الأكبر، بينما رفع نسب ذي جرة إلى أدد، وجعلهم إخوة للمعافر وخولان – القبائل القديمة، وأدد هذا لا يرد أبدًا في النقوش السبئية ولم يتنسب له أياً من قبائل اليمن القديم، ولا يعرفونه، وهو من مختلاقات النسابة أيضًا. من الواضح أن أبو محمد الهمداني كان يجهل قبيلة "الذماري" وأن الذرانح وذي جرة من أصل واحد، ولم يكن يعلم أن "ذماري" أقدم من حمير وكهلان، وهي حقائق مؤكدة في نصوص المسند الجنوبي. وفي واقع الأمر، أن قبيلة الذماري وفروعها قشم وسمهرم كانت قبيلة سبئية تقطن المرتفعات الوسطى، تجاور ردمان وذي خولان ومهانف وشداد وغيمان، ولاحقاً أصبحت بين الكيانيين اللاحقة إتحاد سمعي وحمير، وهي لا تشترك مع تلك القبائل في أصول أو مواطن أو حتى معبودات.